# Logann Antuofermo
Logann Antuofermo ist ein französischer Schauspieler.

## Leben
Logann Antuofermo besuchte das Conservatoire à rayonnement régional in Versailles. Seine Schauspielausbildung schloss er 2019 am Conservatoire national supérieur d’art dramatique (CNSAD) in Paris ab.
Noch als Student war er 2016 in einer Inszenierung von Nikolai Gogols Der Mantel (Le manteau) am Pariser Théâtre Darius Milhaud zu sehen. Während seiner Ausbildung am CNSAD wirkte er in klassischen Stücken nach Corneille und Racine (Mithridate et Surena, 2016), als auch zeitgenössischen Stoffen (Zone à étendre, 2018; Rent, 2019) mit. 2020 ging er mit dem Stück La Terre se révolte von Sara Llorca in Frankreich auf Tournee.
Internationale Bekanntheit brachte dem im Kino noch unerprobten Antuofermo die Verpflichtung für die männliche Hauptrolle in Philippe Garrels Spielfilm Das Salz der Tränen (2020) ein. In dem Liebesdrama spielte er an der Seite von u. a. Oulaya Amamra und André Wilms den Part des Luc, eines jungen Kunsttischlers aus der Provinz. Dieser zieht zum Studium nach Paris, erlebt zahlreiche Liebesabenteuer und erkennt erst später, dass er bei jeder Eroberung etwas verloren hat. Der Film wurde in den Wettbewerb der 70. Internationalen Filmfestspiele Berlin eingeladen.

## Filmografie
- 2020: Das Salz der Tränen (Le Sel des larmes)